# Antypartyjna grupa Malenkowa, Kaganowicza, Mołotowa, Bułganina i Szepiłowa

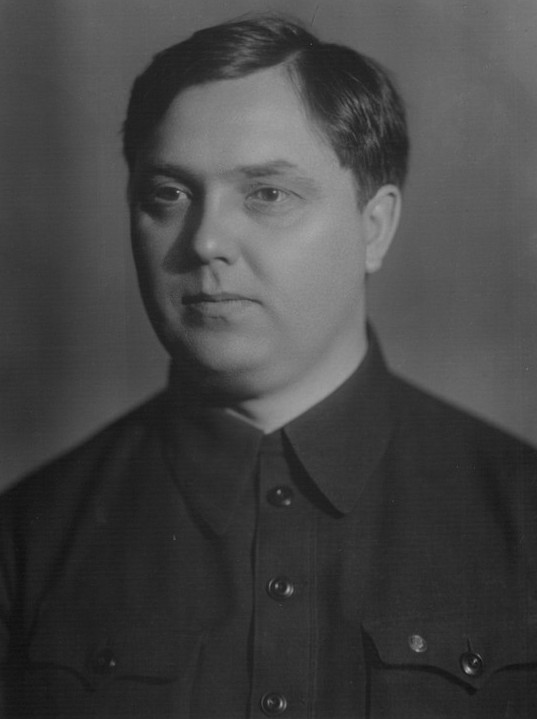
Gieorgij Malenkow w 1939

Antypartyjna grupa Malenkowa, Kaganowicza, Mołotowa, Bułganina i Szepiłowa – określenie, funkcjonujące w prasie radzieckiej, dla określenia grupy komunistycznych działaczy partyjnych, którzy w czerwcu 1957 podjęli próbę usunięcia Nikity Chruszczowa ze stanowiska I sekretarza KPZR.
Była to grupa starych współpracowników Stalina. W jej skład wchodzili: Gieorgij Malenkow, Łazar Kaganowicz, Wiaczesław Mołotow, Nikołaj Bułganin, Dmitrij Szepiłow, Klimient Woroszyłow, Michaił Pierwuchin, Maksim Saburow.
Na Plenum Centralnego Komitetu KPZR zostali oni usunięci ze składu Prezydium KC, jak i z samego Komitetu Centralnego, oraz zdjęci z kierowniczych stanowisk, a w 1962 usunięci z KPZR.